# Cañada de Fidencio
La cañada de Fidencio es un pequeño curso de agua uruguayo, ubicado en el departamento de Salto, perteneciente a la cuenca hidrográfica del arroyo Yacuy.
Nace en la Cuchilla de Belén, y discurre con rumbo oeste hasta desembocar en el arroyo Yacuy.